# George Andrews (generaladjutant)
George Andrews, ameriški general, * 26. avgust 1850, † 10. september 1928.
Najbolj je poznan kot generaladjutant Kopenske vojske ZDA med letoma 1912 in 1914.

## Življenjepis
Leta 1876 je diplomiral na Vojaški akademiji ZDA in postal drugi poročnik 25. pehotnega polka. S polkom se je udeležil ameriško-španske vojne. Med letoma 1881 in 1883 je bil predavatelj vojaške znanosti in taktike na Vojaški akademiji Brooks; februarja 1883 je bil povišan v prvega poročnika. Septembra istega leta se je vrnil v matični polk, kjer je avgusta 1886 postal polkovni adjutant. Septembra 1892 je bil povišan v stotnika. V letih 1896–1898 je služil v Kopenski nacionalni gardi Ohia.
Februarja 1898 je bil premeščen v Oddelek generaladjutanta in bil povišan v majorja. Sprva je bil generaladjutant za Oddelek Missouri in nato za Oddelek vzhoda ter za Oddelek Kuba. Med septembrom 1900 in oktobrom 1902 se je vrnil v glavno pisarno generaladjutanta v Washington, D.C.; tu je bil februarja 1901 povišan v podpolkovnika. Pozneje je bil generaladjutant Oddelka Kalifornija (oktober 1902 - januar 1904); tu je bil avgusta 1903 povišan v polkovnika. Nato je bil generaladjutant za Pacifiško divizijo (januar 1904 - november 1905), nakar pa je bil imenovan za generaladjutanta Filipinske divizije.
Andrews je nato služboval v različnih oddelkih (1908–1912), nato pa je bil avgusta 1912 imenovan za generaladjutanta Kopenske vojske ZDA s činom brigadnega generala. Upokojil se je avgusta 1914 in umrl septembra 1928 v Washingtonu, D.C. Pokopan je na Nacionalnem pokopališču Arlington.